# Alliantie der Beschavingen

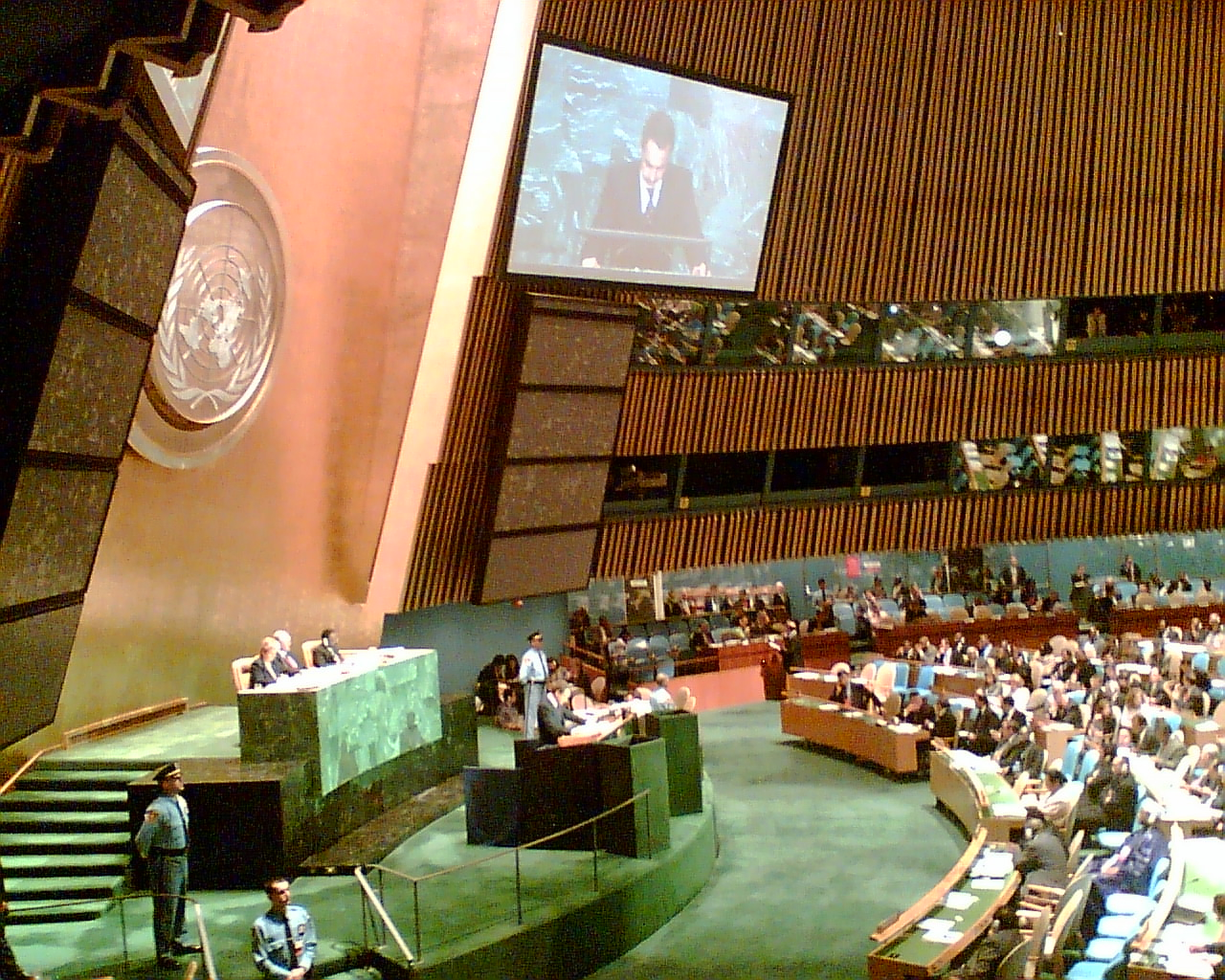
José Luis Rodríguez Zapatero in de Algemene Vergadering van de Verenigde Naties.

De Alliantie der Beschavingen (Engels: United Nations Alliance of Civilizations, UNAOC) is een organisatie van de Verenigde Naties. Deze werd in 2005 opgericht op initiatief van Spanje en Turkije. Het initiatief heeft de bedoeling aan te zetten tot gezamenlijke actie over diverse samenlevingen om het extremisme te bevechten, om culturele en sociale barrières tussen voornamelijk het Westen en de moslimwereld te doorbreken en om de spanningen en de toespitsing van tegenstellingen tussen samenlevingen die verschillen in religieuze en culturele waarden, te verminderen.

## Weblinks
- Website van de UNAOC